# 1637 год в науке
В 1637 году произошли различные научные и технологические события, некоторые из которых представлены ниже.

## Открытия и научные достижения
- Рене Декарт опубликовал в Лейдене (Голландия) философский трактат «Рассуждение о методе»[1]. В одном из приложений к нему («Геометрия») впервые описана аналитическая геометрия.
- Пьер Ферма сформулировал свою «Великую теорему»[2].

## Родились
См. также: Категория:Родившиеся в 1637 году
- 12 февраля — Ян Сваммердам, голландский натуралист (ум. 1680).
- Франсуа Морисо, французский врач (ум. 1709).

## Скончались
См. также: Категория:Умершие в 1637 году
- 19 мая — Исаак Бекман (род. 1588) — голландский механик, математик и натурфилософ.
- 24 июня — Никола-Клод Фабри де Пейреск (род. 1580) — французский астроном.
- 2 октября — Ангелус Сала, итальянский химик (род. 1576)